# Wigand Witting

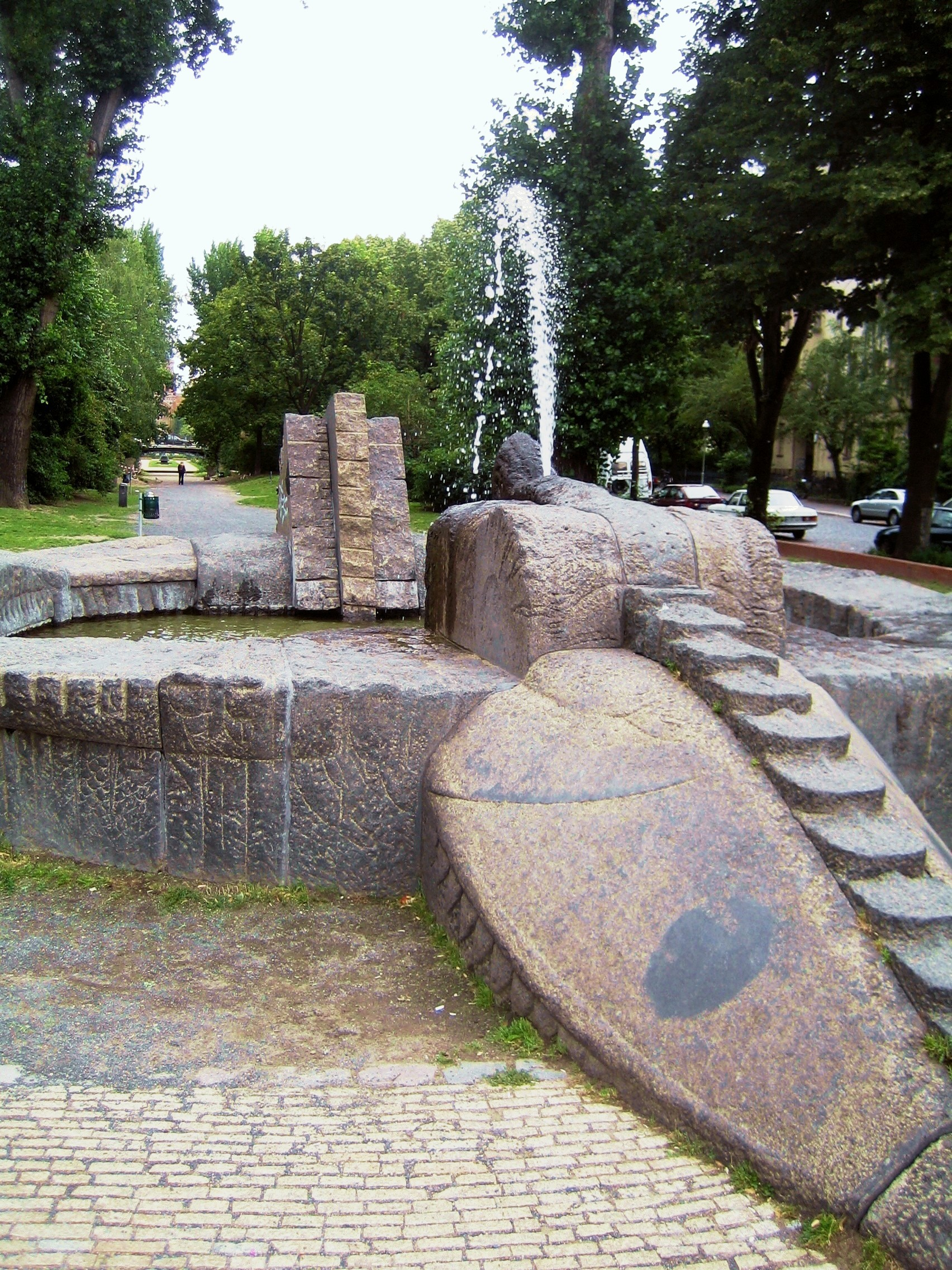
Drachenbrunnen am Oranienplatz in Berlin-Kreuzberg

Wigand Witting (* 26. Februar 1942) ist ein deutscher Künstler. Zusammen mit der Schauspielerin Angela Winkler lebt Wigand Witting in Frankreich und in Berlin und ist Vater von vier Kindern. 
Witting hat Bildhauerei und Architektur studiert und mehrere Brunnen und Skulpturen im öffentlichen Raum erstellt. Dazu gehören beispielsweise der „Drachenbrunnen“ am Berliner Oranienplatz, das Pamukkale im Görlitzer Park (Berlin) sowie der Brunnen am Lutherplatz (Berlin-Spandau). 
Als Schauspieler wirkte Witting in der Günter-Grass-Verfilmung Die Blechtrommel, dem Politthriller Im Zeichen des Kreuzes und im Fernsehfilm Luftwaffenhelfer mit.